# Canto amebeo
Il canto amebeo è un componimento di origine greca caratteristico della poesia pastorale classica, che veniva recitato da due personaggi che, seguendo un preciso schema di domanda e risposta, si rispondevano a vicenda creando un rigido mezzo di corrispondenza e di contraddizioni fra chi proponeva il tema e chi dava la risposta. Esso segue l'andamento dell'epicedio.
Questo tipo di canto verrà ripreso, anche se in forma semplificata, nel 200 a.C. dal poeta greco Teocrito negli Idilli e in seguito, tra il 42 ed il 39 a.C. dal poeta latino Publio Virgilio Marone nelle Bucoliche.
Nella metrica greca e latina lo schema dell'amebeo consiste in un piede formato di due sillabe lunghe più due brevi e un'altra lunga (- - ∪ ∪ -).